# Mistrovství světa v rychlostní kanoistice 2017
Mistrovství světa v rychlostní kanoistice 2017 se konalo v českých Račicích od 23. do 27. srpna 2017. 

## Medailisté

### Muži

#### Kánoe
| Soutěž     | Zlato                                                       | Zlato     | Stříbro                                                       | Stříbro   | Bronz                                                             | Bronz     |
| C–1 200 m  | Artsem Kozyr                                                | 38.161    | Zaza Nadiradze                                                | 38.439    | Adel Mojallali                                                    | 38.605    |
| C–1 500 m  | Martin Fuksa                                                | 1:49.725  | Carlo Tacchini                                                | 1:50.309  | Maksim Piatrou                                                    | 1:50.583  |
| C–1 1000 m | Sebastian Brendel                                           | 3:50.503  | Martin Fuksa                                                  | 3:51.303  | Isaquias Queiroz                                                  | 3:52.542  |
| C–1 5000 m | Sebastian Brendel                                           | 23:34.796 | Serguey Torres                                                | 23:37.312 | Mateusz Kamiński                                                  | 23:42.522 |
| C–2 200 m  | Ivan Štyl Alexandr Kovalenko                                | 36.088    | Michał Lubniewski Arsen Śliwiński                             | 36.673    | Ádám Fekete Jonatán Hajdu                                         | 36.762    |
| C–2 500 m  | Ivan Štyl Viktor Melanťjev                                  | 1:38.868  | Victor Mihalachi Leonid Carp                                  | 1:39.796  | Sergiu Craciun Nicolae Craciun                                    | 1:39.979  |
| C–2 1000 m | Peter Kretschmer Yul Oeltze                                 | 3:31.613  | Serguey Torres Fernando Enriquez                              | 3:31.955  | Viktor Melanťjev Vladislav Chebotar                               | 3:33.123  |
| C–4 1000 m | Sebastian Brendel Stefan Kiraj Jan Vandrey Conrad Scheibner | 3:14.893  | Piotr Kuleta Marcin Grzybowski Tomasz Barniak Wiktor Glazunow | 3:16.798  | Denys Kamerylov Vitaliy Vergeles Eduard Shemetylo Denys Kovalenko | 3:17.198  |

#### Kajak
| Soutěž     | Zlato                                                      | Zlato       | Stříbro                                                  | Stříbro   | Bronz                                                       | Bronz     |
| K–1 200 m  | Liam Heath                                                 | 33.733      | Bence Horváth                                            | 34.070    | Aleksejs Rumjancevs                                         | 34.439    |
| K–1 500 m  | Josef Dostál                                               | 1:36.520    | René Holten Poulsen                                      | 1:38.267  | Oleh Kukharyk                                               | 1:38.483  |
| K–1 1000 m | Tom Liebscher                                              | 3:27.754    | Fernando Pimenta                                         | 3:27.993  | Josef Dostál                                                | 3:28.576  |
| K–1 5000 m | Fernando Pimenta                                           | 20:46.907   | Max Hoff                                                 | 20:50.259 | Aleh Yurenia                                                | 21:00.828 |
| K–2 200 m  | Balázs Birkás Márk Balaska                                 | 30.912      | Cristian Toro Carlos Garrote                             | 31.278    | Marko Novaković Nebojša Grujić                              | 31.451    |
| K–2 500 m  | Rodrigo Germade Marcus Walz                                | 1:27.979    | Bence Nádas Sándor Tótka                                 | 1:29.107  | Raman Piatrushenka Vitaliy Bialko                           | 1:29.518  |
| K–2 1000 m | Milenko Zorić Marko Tomićević                              | 3:08.647    | Peter Gelle Adam Botek                                   | 3:10.725  | Daniel Havel Jakub Špicar                                   | 3:10.853  |
| K–4 500 m  | Tom Liebscher Ronald Rauhe Max Rendschmidt Max Lemke       | 1:17.734 WB | Rodrigo Germade Cristian Toro Carlos Garrote Marcus Walz | 1:18.371  | Daniel Havel Jan Štěrba Jakub Špicar Radek Šlouf            | 1:18.729  |
| K–4 1000 m | Kenny Wallace Jordan Wood Riley Fitzsimmons Murray Stewart | 2:50.576    | Zoltán Kammerer Dániel Pauman Dávid Tóth Benjámin Ceiner | 2:50.931  | Kai Spenner Lukas Reuschenbach Kostja Stroinski Tamás Gecső | 2:53.146  |

### Ženy

#### Kánoe
| Soutěž    | Zlato                                   | Zlato    | Stříbro                         | Stříbro  | Bronz                      | Bronz    |
| C–1 200 m | Laurence Vincent-Lapointe               | 45.478   | Olesia Romasenko                | 46.136   | Kincső Takács              | 47.178   |
| C–2 500 m | Katie Vincent Laurence Vincent-Lapointe | 1:56.752 | Irina Andreeva Olesia Romasenko | 1:57.264 | Kamila Bobr Alena Nazdrova | 1:57.858 |

#### Kajak
| Soutěž     | Zlato                                                           | Zlato     | Stříbro                                                        | Stříbro   | Bronz                                                 | Bronz     |
| K–1 200 m  | Lisa Carringtonová                                              | 38.433    | Emma Jørgensen                                                 | 38.996    | Špela Ponomarenko Janić Milica Starović               | 39.564    |
| K–1 500 m  | Volha Khudzenka                                                 | 1:48.421  | Lisa Carringtonová                                             | 1:48.710  | Emma Jørgensen                                        | 1:50.465  |
| K–1 1000 m | Alyce Burnett                                                   | 3:55.971  | Karin Johansson                                                | 3:58.181  | Rachel Cawthorn                                       | 3:59.036  |
| K–1 5000 m | Dóra Bodonyi                                                    | 23:17.862 | Tabea Medert                                                   | 23:19.214 | Lani Belcher                                          | 23:28.236 |
| K–2 200 m  | Réka Hagymási Ágnes Szabó                                       | 37.445    | Susanna Cicali Francesca Genzo                                 | 37.508    | Angela Hannah Hannah Brown                            | 37.993    |
| K–2 500 m  | Caitlin Ryan Lisa Carringtonová                                 | 1:38.687  | Tina Dietze Franziska Weber                                    | 1:40.582  | Špela Ponomarenko Janić Anja Ostermann                | 1:40.804  |
| K–2 1000 m | Erika Medveczky Ramóna Farkasdi                                 | 3:37.149  | Tabea Medert Melanie Gebhardt                                  | 3:42.061  | Paulina Paszek Justyna Iskrzycka                      | 3:42.838  |
| K–4 500 m  | Tamara Takács Erika Medveczky Krisztina Fazekas-Zur Ninetta Vad | 1:29.784  | Tina Dietze Franziska Weber Steffi Kriegerstein Sabrina Hering | 1:30.084  | Aimee Fisher Caitlin Ryan Kayla Imrie Lisa Carrington | 1:30.215  |

## Medailová tabulka zemí
| Pořadí | Země               | Zlato | Stříbro | Bronz | Celkem |
| ------ | ------------------ | ----- | ------- | ----- | ------ |
| 1      | Německo            | 6     | 5       | 1     | 12     |
| 2      | Maďarsko           | 5     | 3       | 2     | 10     |
| 3      | Rusko              | 2     | 2       | 1     | 5      |
| 4      | Česko              | 2     | 1       | 3     | 6      |
| 5      | Nový Zéland        | 2     | 1       | 1     | 4      |
| 6      | Bělorusko          | 2     | 0       | 4     | 6      |
| 7      | Austrálie          | 2     | 0       | 0     | 2      |
| 7      | Kanada             | 2     | 0       | 0     | 2      |
| 9      | Španělsko          | 1     | 2       | 0     | 3      |
| 10     | Portugalsko        | 1     | 1       | 0     | 2      |
| 11     | Spojené království | 1     | 0       | 3     | 4      |
| 12     | Srbsko             | 1     | 0       | 2     | 3      |
| 13     | Polsko             | 0     | 2       | 2     | 4      |
| 14     | Dánsko             | 0     | 2       | 1     | 3      |
| 14     | Itálie             | 0     | 2       | 1     | 3      |
| 16     | Kuba               | 0     | 2       | 0     | 2      |
| 17     | Gruzie             | 0     | 1       | 0     | 1      |
| 17     | Rumunsko           | 0     | 1       | 0     | 1      |
| 17     | Slovensko          | 0     | 1       | 0     | 1      |
| 17     | Švédsko            | 0     | 1       | 0     | 1      |
| 21     | Slovinsko          | 0     | 0       | 2     | 2      |
| 21     | Ukrajina           | 0     | 0       | 2     | 2      |
| 23     | Brazílie           | 0     | 0       | 1     | 1      |
| 23     | Írán               | 0     | 0       | 1     | 1      |
| 23     | Lotyšsko           | 0     | 0       | 1     | 1      |
| Celkem | Celkem             | 27    | 27      | 28    | 82     |